# سيرهي كوفالينكو
سيرهي كوفالينكو (بالأوكرانية: Коваленко Сергій Вікторович)‏ هو لاعب كرة قدم أوكراني في مركز الهجوم، ولد في 10 مايو 1984 في تشرنيغوف في أوكرانيا. شارك مع منتخب أوكرانيا تحت 21 سنة لكرة القدم. أما مع النوادي، فقد لعب مع توربيدو جودينو وستاندارد لييج ولوكيرين أوست فلانديرين ونادي بلشينا بوبرويسك ونادي فولين لوتسك ونادي نافتان نوفوبولوتسك ويوفنتوس.

## وصلات خارجية
- سيرهي كوفالينكو على موقع اتحاد أوكرانيا (الإنجليزية)
- سيرهي كوفالينكو على موقع قاعدة بيانات كرة القدم.إي يو (الإنجليزية)
- سيرهي كوفالينكو على موقع Soccerway.com (الإنجليزية)
- سيرهي كوفالينكو على موقع عالم كرة القدم.نت (الإنجليزية)